# フローレンス郡 (ウィスコンシン州)
座標: 北緯45度51分 西経88度24分 / 北緯45.85度 西経88.40度
フローレンス郡（英: Florence County）は、アメリカ合衆国ウィスコンシン州にある郡。2005年の推定人口は4,974人で、郡庁所在地はフローレンス (Florence) である。
フローレンス郡はアイロン・マウンテン小都市圏の一部になっている。

## 地理
アメリカ合衆国国勢調査局によると、この郡は総面積1,288 km2 (497 mi2) である。このうち1,264 km2 (488 mi2) が陸地で、24 km2 (9 mi2) が水域である。総面積の1.90%が水域となっている。

### 隣接する郡
- アイアン郡 (ミシガン州)（北）
- ディキンソン郡 (ミシガン州)（東）
- マリネット郡（南東）
- フォレスト郡（西）

### 郡内の幹線道路
- 国道2号線
- 国道141号線
- 州道70号線
- 州道101号線
- 州道139号線

## 人口動静

2000年国勢調査時のフローレンス郡の人口ピラミッド

2000年現在の国勢調査で、この郡は5,088人、2,133世帯、及び1,441家族が暮らしている。人口密度は4/km2 (10/mi2) で、3/km2 (9/mi2) の平均的な密度に4,239軒の住居が建っている。この郡の人種的構成は白人98.17%、黒人（アフリカ系）0.16%、先住民0.43%、アジア系0.28%、太平洋諸島系0.02%、その他の人種0.14%、及び混血0.81%で、人口の0.45%がヒスパニックまたはラテン系である。住民のうち25.6%がドイツ系、11.6%がスウェーデン系、8.4%がポーランド系、8.2%がイタリア系、6.6%がフランス系、5.9%がイングランド系、5.4%がフランス系カナダ人、5.2%がアイルランド系の子孫である。
2,133世帯のうち、27.50%は18歳未満の子どもと暮らしており、58.60%は夫婦で生活している。6.00%は未婚の女性が世帯主であり、32.40%は家族以外の住人と同居している。27.90%は独身の居住者が住んでおり、12.50%は65歳以上で独居である。1世帯あたりの平均人数は2.35人であり、家庭の場合は2.87人である。
郡内の住民の年齢別構成は22.90%が18歳未満の未成年、18歳以上24歳以下が5.30%、25歳以上44歳以下が27.10%、45歳以上64歳以下が27.30%、および65歳以上が17.50%となっている。中央値年齢は42歳である。女性100人ごとに対して男性は104.30人いて、18歳以上の女性100人ごとに対して男性は101.50人いる。

## 郡内の町
ウィスコンシン州では町（タウン）は郡区を意味する。そのため、郡内に都市が一つも置かれていないフローレンス郡は、郡内に自治体として認められているコミュニティーが存在しない、州内に2つしかない郡の1つである（もう一つはメノミニー郡）。
- オーロラ (en:Aurora, Florence County, Wisconsin)
- コモンウェルス (en:Commonwealth, Wisconsin)
- フェンス (en:Fence, Wisconsin)
- ファーン (en:Fern, Wisconsin)
- フローレンス (en:Florence, Wisconsin)
- ホームステッド (en:Homestead, Wisconsin)
- ロング・レイク (en:Long Lake, Florence County, Wisconsin)
- ティプラー (en:Tipler, Wisconsin)

## 非法人コミュニティー
- スプレッド・イーグル (en:Spread Eagle, Wisconsin)